# 兴隆苗族乡
兴隆苗族乡是中华人民共和国贵州省毕节市大方县下辖的一个民族乡。

## 行政区划
兴隆苗族乡下辖以下村级行政区划单位：
兴隆村、狮子村、大沟村、石板村、青杠村、菱角村、果木村和上坝村。